# فرانكي والش
فرانكي والش (بالإنجليزية: Frankie Walsh)‏ هو لاعب قذف أيرلندي، ولد في 1936 في وترفورد في جمهورية أيرلندا، وتوفي في 28 ديسمبر 2012.